# 北田佳世
北田佳世（日语：／ Kitada Kayo，1978年7月7日—），日本女子柔道运动员。她曾代表日本参加2002年亚洲运动会柔道比赛，获得女子48公斤级金牌。她也曾获得二枚亚洲柔道锦标赛奖牌。